# 14412 Wolflojewski
14412 Wolflojewski (1991 RU2) là một tiểu hành tinh vành đai chính được phát hiện ngày 9 tháng 9 năm 1991 bởi L. D. Schmadel và F. Borngen ở Tautenburg.